# Distretto di Agawa
Il distretto di Agawa (吾川郡, Agawa-gun?) è uno dei distretti della prefettura di Kōchi, in Giappone.
Attualmente fanno parte del distretto i comuni di Ino e Niyodogawa.
| Controllo di autorità | VIAF (EN) 253539134 · NDL (EN, JA) 00405319 |